# 安徽文一篮球俱乐部
安徽文一篮球俱乐部成立于2013年12月，由安徽省文一投资控股集团出资注册成立并制定规划，安徽省体育局协助支持。俱乐部聘请了前国手，曾担任过国家队U18主教练的郑武挂帅；并从全国各地网罗了16名高水平篮球运动员。从目前球员结构上来看，此支球队主要以年轻队员居多，平均年龄22岁，平均身高2米。

## 历史
2013年12月9日，安徽唯一的职业篮球俱乐部在合肥正式成立，该俱乐部获得了NBL联赛2014赛季的参赛资格。，由安徽省文一投资控股集团组建。俱乐部位于安徽省合肥市，是安徽省第一支职业篮球俱乐部。

## 战绩
该俱乐部曾在全国男子篮球联赛获得2016赛季, 2019赛季、2020和2023赛季总冠军、2015赛季、2017和2024赛季亚军、2018赛季季军。

## 历年主教练
| 执教时间                    | 姓名               | 备注 |
| --------------------------- | ------------------ | ---- |
| 2013年-2015年               | 郑武               |      |
| 2015年-2016年               | 胡卫东             |      |
| 2016年-2017年               | 张勇               |      |
| 2017年                      | 郑武               |      |
| 2017年-2018年               | 徐长锁             |      |
| 2018年-2023年1月29日        | 刘久龙             |      |
| 2023年1月29日-2023年2月23日 | 李骏（代理主教练） |      |
| 2023年2月23日-2024年7月12日 | 郑武               |      |
| 2024年7月12日-2025年6月11日 | 李骏               |      |

## 历年总教练
| 执教年份      | 教练   | 备注 |
| ------------- | ------ | ---- |
| 2017年-2019年 | 徐长锁 |      |

## 教練團
- 主教練：